# マルコ (福音記者)
聖マルコ福音記者（イタリア語: San Marco Evangelista、英: Saint Mark the Evangelist）は、新約聖書の『マルコによる福音書』の著者とされる人物。ギリシア語ではマルコス。マルク。イタリア語ではサン・マルコ。英語ではセント・マルコ、スペイン語とポルトガル語ではサンタ・マルコとも表記する。
マルコスというのはギリシャ名としては一般的なものであり、また同書の中には筆者の名は直接には記されていないが、伝承は『使徒行伝』からパウロの書簡にたびたびあらわれるマルコなる人物を同一人物と考え、福音記者とみなしてきた。聖人の概念を持つ全ての教派で、聖人として崇敬されている。カトリック教会・正教会での記念日（記憶日・聖名祝日）は4月25日（ユリウス暦を使用する正教会では5月8日に相当）。

## 記録と伝承

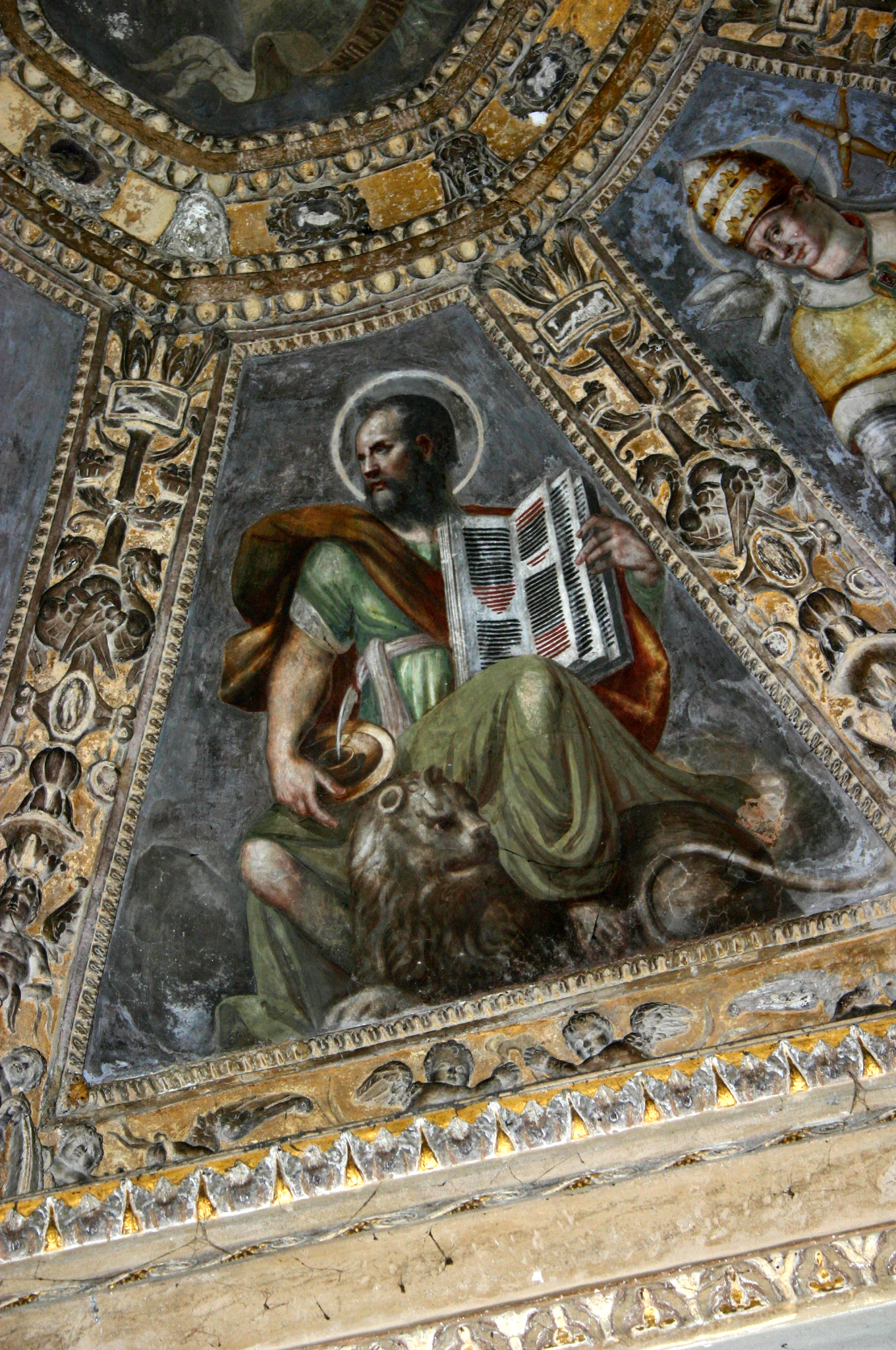
『福音記者マルコ』カルロ・ウルビーノ（Carlo Urbino）によるフレスコ画（イタリア・ミラノ）

エルサレムの住人であったマルコの名前がはじめて現れるのは『使徒行伝』であり、天使によって牢獄から解放されたペトロが「マルコとよばれるヨハネ」の家に行ったという記述である。
ヨハネ（マルコ）はパウロの最初の宣教旅行にバルナバと同行したが、パンフィリア州から一人エルサレムへ帰ってしまった。そのため第二回宣教旅行ではパウロがマルコの同行を拒否してバルナバと別行動をとることになる。マルコは結局バルナバと共にキプロス島へ向かった。これは西暦50年頃のことと推定される。使徒行伝ではマルコについての記述はここで終わっている。
一方、『フィレモンへの手紙』では協力者の一人としてパウロはマルコの名前をあげている。獄中書簡である『フィレモン』の成立時期は一般に上述の事件より後と考えられており、ある説では、決別とフィレモンへの手紙の間に、パウロとマルコが和解したと考える。また、パウロの書簡かどうか説が分かれている『コロサイ人への手紙』では、「バルナバのいとこ」マルコがパウロの協力者として挙げられている。
またマルコは伝承によればアレクサンドリアの教会の創建者であり、正教会（ギリシャ正教）とコプト正教会（非カルケドン派）の両派で初代アレクサンドリア総主教とされている。
また、最後の晩餐の会場（使徒言行録1：15で使徒が集まっている場所も同一であろう）の家主がマルコの両親であるという説や、マルコによる福音書14:51にある裸で逃げた青年というのがマルコであるという説もある。

## 『マルコ福音書』とその筆者問題
教会の古い伝承はマルコがペトロの通訳であり、ペトロから聞いたことをまとめて福音書を記したとしていた。伝承は『ペトロの手紙一』および『テモテへの手紙二』などを根拠に、晩年のペトロおよびパウロとマルコが一緒にいたと伝えている。
この福音書が誰によって書かれたものであれ、古代から『マルコによる福音書』は『マタイによる福音書』の要約版とされるなど4福音書の中で最も軽んじられてきた。これが激変するのは19世紀前半で、カール・ラハマン（1835年）、クリスティアン・ヴァイセとクリスティアン・ヴィルケ（1838年）、ハインリヒ・ホルツマン（1863年）等の研究で『マルコによる福音書』が最古の福音書であることが明らかになった。エルサレム神殿崩壊の明確な言及がないことから、一般に成立年代は70年より前の60年代と考えられているが、それよりさらに早い時期のものとする説もある。

## 崇敬

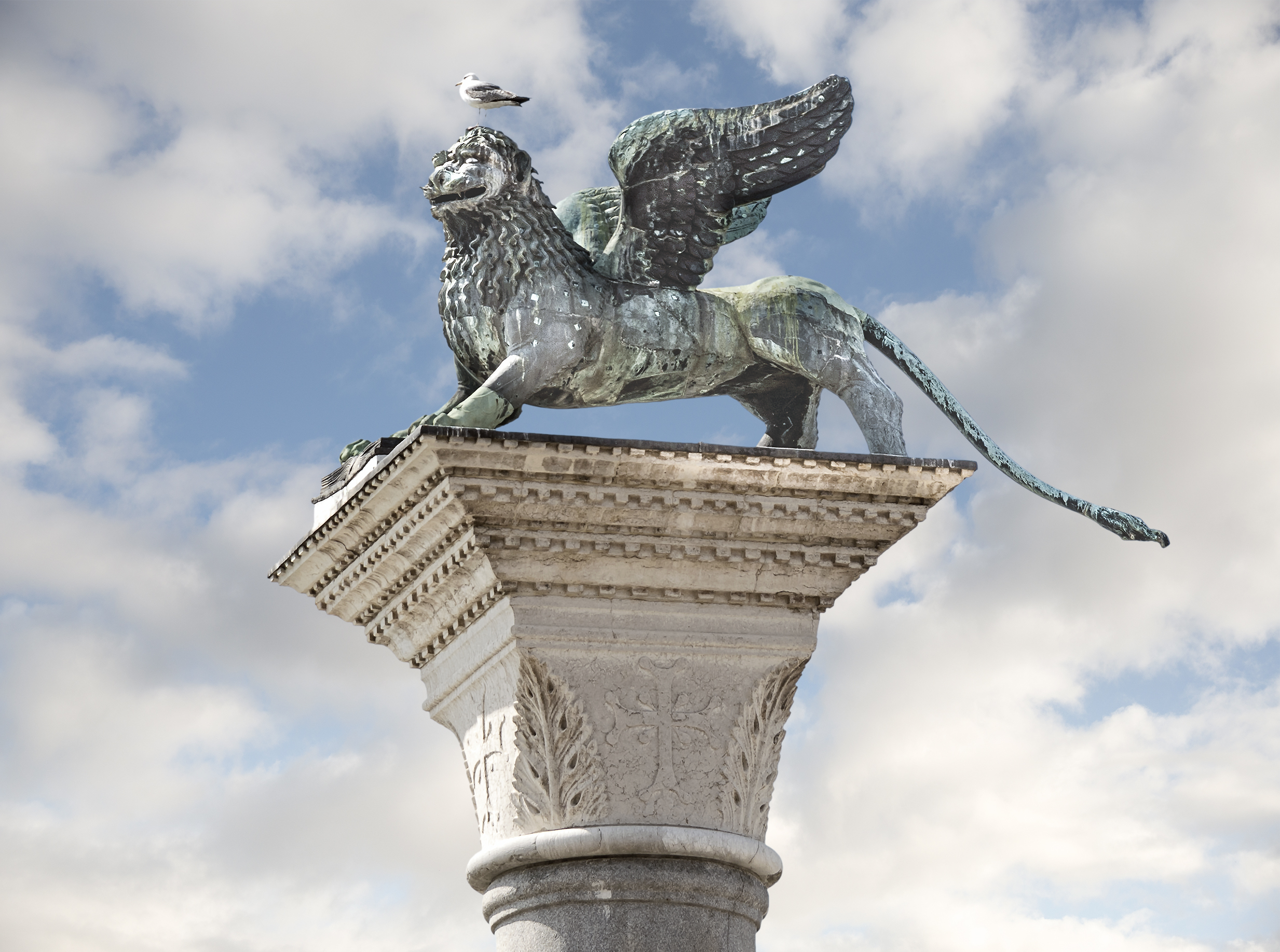
ヴェネツィアのサン・マルコ広場のライオン。福音記者マルコを象徴する。

ヴェネツィア共和国国旗

マルコは正教会では七十門徒のひとりとされ、「使徒・福音者」と称せられる。また初代アレクサンドリア総主教に数えられる。
マルコおよび『マルコの福音書』はしばしばライオンのシンボルであらわされる。これは『エゼキエル書』に登場する四つの生き物に由来し、それぞれ四人の福音記者と福音書にあてはめられている。
828年、ヴェネツィア商人はアレクサンドリアにあったマルコの聖遺物（ないしそうみなされていたもの）を、ヴェネツィア共和国（現イタリアのヴェネツィア）に運んだ。そして聖マルコはヴェネツィアの守護聖人となった。ヴェネツィアの国旗は聖マルコを指す聖書を持った有翼の金のライオンであり、ヴェネツィアの大聖堂はサン・マルコ大聖堂と名づけられている。その前のサン・マルコ広場をはじめとして、ヴェネツィア共和国の勢力の及んだ各地には今も有翼のライオン像が残っている。